# Слобода Петропавловская
Слобода Петропавловская — село в Новошешминском районе Республики Татарстан Российской Федерации. Административный центр Петропавловского сельского поселения.
Расположено на реке Шешма в 8 км к востоку от Новошешминска.
Численность населения — 689 чел. (2008 г.).
В селе своя средняя школа, детский сад, церковь, два магазина, почта, клуб.
Достопримечательности: Дом Скокова (включен в список памятников культуры Татарстана), Петропавловская церковь (памятник архитектуры; построена в 1885 году, в разное время использовалась под хлебный склад, склад минеральных удобрений), четыре родника (находятся под охраной государства).

## История
Основано на рубеже 1730–40-х гг. Первыми жителями были пахотные солдаты, которые позднее были переведены в разряд государственных крестьян. Занимались земледелием, разведением скота, гончарным, валяльно-войлочным и маслобойным промыслами. В начале XX в. в селе Петропавловская Слобода функционировали Петропавловская церковь (построена в 1885 г., памятник архитектуры), школа Министерства народного просвещения, земские школа (была открыта в 1866 г.) и больница, водяная мельница, 9 крупообдирок, 7 маслобоен, кузница, пивная, 1 казённая винная и 7 мелочных лавок, базар по вторникам, ярмарки: в 9-ю пятницу и 14 сентября. 
В культуре слободчан до сих пор сохранились черты казачьего фольклора.

## Население
| 1795 | 1859 | 1897 | 1908 | 1910 | 1920 | 1926 | 1938 | 1949 | 1959 | 1970 | 1979 | 1989 | 2002 | 2008 |
| ---- | ---- | ---- | ---- | ---- | ---- | ---- | ---- | ---- | ---- | ---- | ---- | ---- | ---- | ---- |
| 319  | 1622 | 1802 | 3550 | 3694 | 3722 | 3148 | 1892 | 1698 | 1810 | 1608 | 1103 | 743  | 741  | 698  |

Национальный состав: в 2002 - русские (97%). 

## Экономика
Полеводство, молочное скотоводство. 

## Инфраструктура
Средняя школа, дом культуры, библиотека. 

## Достопримечательности
Петропавловская церковь (памятник архитектуры XIX века). 

## Религия
Никольская церковь (год постройки 2013). 